# Bronisław Greiss

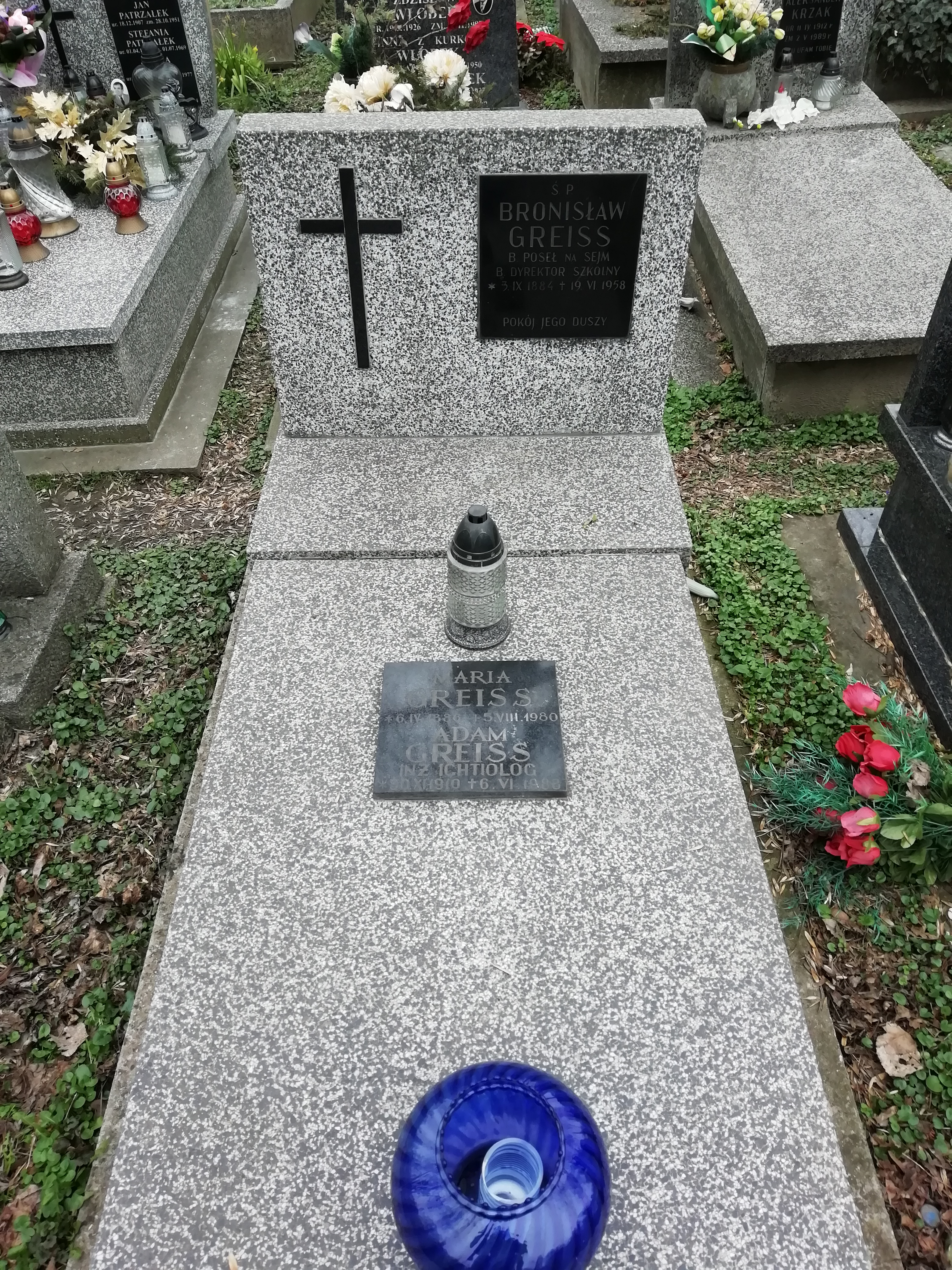
Grób Bronisława Greissa

Bronisław Greiss (ur. 3 września 1884 w Przemyślanach, zm. 19 kwietnia 1958 w Gołębiówce pod Kałuszynem) – polski polityk, poseł na Sejm w II RP, nauczyciel i dyrektor szkoły podstawowej w Rzochowie.

## Życiorys
Bronisław Greiss urodził się w 1884 roku, w Przemyślanach, na terenie dzisiejszej Ukrainy. Ukończył Gimnazjum w Złoczowie. Egzaminy maturalne zdał w 1906 r. w Tarnopolu i tam rozpoczął pracę nauczycielską. Później uczył w Stryju, a w 1911 r., po zatargu z grupą miejscowych nacjonalistów, został przeniesiony na stanowisko kierownika szkoły w Rzędzianowicach koło Mielca. Tam m.in. zainicjował budowę domu ludowego. W marcu 1916 r. objął kierownictwo szkoły w Rzochowie i pracował w niej razem z żoną, do 1946 r.
Przejawiał dużą aktywność społeczną i w znaczący sposób przyczynił się do ożywienia życia społecznego i gospodarczego Rzochowa w okresie międzywojennym. Był inicjatorem utworzenia w szkole kółka oświatowego, zespołu teatralnego, biblioteki i czytelni. Doprowadził do wybudowania nowego, wielofunkcyjnego domu ludowego i remizy strażackiej oraz powstania orkiestry strażackiej. Był też współzałożycielem kółka rolniczego i spółdzielni jajczarskiej. Wpłynął na podjęcie przez miejscowy samorząd budowy drogi i mostu oraz zakładanie przez mieszkańców kwietników. Propagował wikliniarstwo i spowodował obsadzenie wikliną terenów nad Wisłoką. Należał do Stronnictwa Katolicko-Ludowego i z jego listy został wybrany do Sejmu w 1922 roku. Mandat poselski sprawował do 1927 roku.
Sprawował szereg innych funkcji społecznych, także w Mielcu, m.in. okresowo był członkiem Rady Nadzorczej Spółdzielni „Konsum” i prezesem Towarzystwa Kółek Rolniczych. Napisał „Wspomnienia”, które zostały opublikowane w t. 2 „Wiejscy działacze społeczni”, wydawanym w Warszawie w 1938 r.
Od pierwszych miesięcy okupacji hitlerowskiej był bacznie obserwowany przez służby bezpieczeństwa - 10 listopada 1939 r. został umieszczony przez Niemców na liście zakładników (jako nr. 8), zagrożonych śmiercią w przypadku powtarzania się polskich akcji sabotażowych lub zbrojnych. Mimo tego nieustającego zagrożenia prowadził z żoną tajne nauczanie. Po wojnie został aresztowany przez Urząd Bezpieczeństwa, ale zwolniono go wobec braku dowodów jakiejkolwiek winy. W 1946 r. wyjechał do Prokocimia. Zmarł w 1958 roku, w Gołębiówce pod Kałuszynem. Został pochowany na cmentarzu Rakowickim w Krakowie.